# Anglards-de-Salers
Anglards-de-Salers (okzitanisch Anglars de Salèrn) ist eine französische Gemeinde mit 724 Einwohnern (Stand 1. Januar 2022) im Département Cantal in der Region Auvergne-Rhône-Alpes (vor 2016 Auvergne); sie gehört zum Arrondissement Mauriac und zum Kanton Mauriac.

## Geographie
Anglards-de-Salers liegt etwa 31 Kilometer nördlich von Aurillac. Das Gemeindegebiet wird im Norden vom Fluss Mars durchquert. Es liegt im Regionalen Naturpark Volcans d’Auvergne. Umgeben wird Anglards-de-Salers von Méallet im Norden und Nordwesten, Moussages im Norden, Saint-Vincent-de-Salers im Osten und Nordosten, Le Vaulmier im Osten und Südosten, Saint-Bonnet-de-Salers im Süden, Salins im Westen und Südwesten sowie Le Vigean im Westen und Nordwesten.

## Bevölkerungsentwicklung
| Jahr                       | 1962 | 1968 | 1975 | 1982 | 1990 | 1999 | 2006 | 2019 |
| Einwohner                  | 1372 | 1240 | 1037 | 819  | 843  | 755  | 765  | 731  |
| Quellen: Cassini und INSEE |      |      |      |      |      |      |      |      |

## Sehenswürdigkeiten
- Kirche Saint-Thyrse aus dem 12. Jahrhundert, Monument historique seit 1977
- Schloss La Trémolière aus dem 15. Jahrhundert, Monument historique seit 1981
- Schloss Longevergne aus dem 15. Jahrhundert, seit 2002 Monument historique

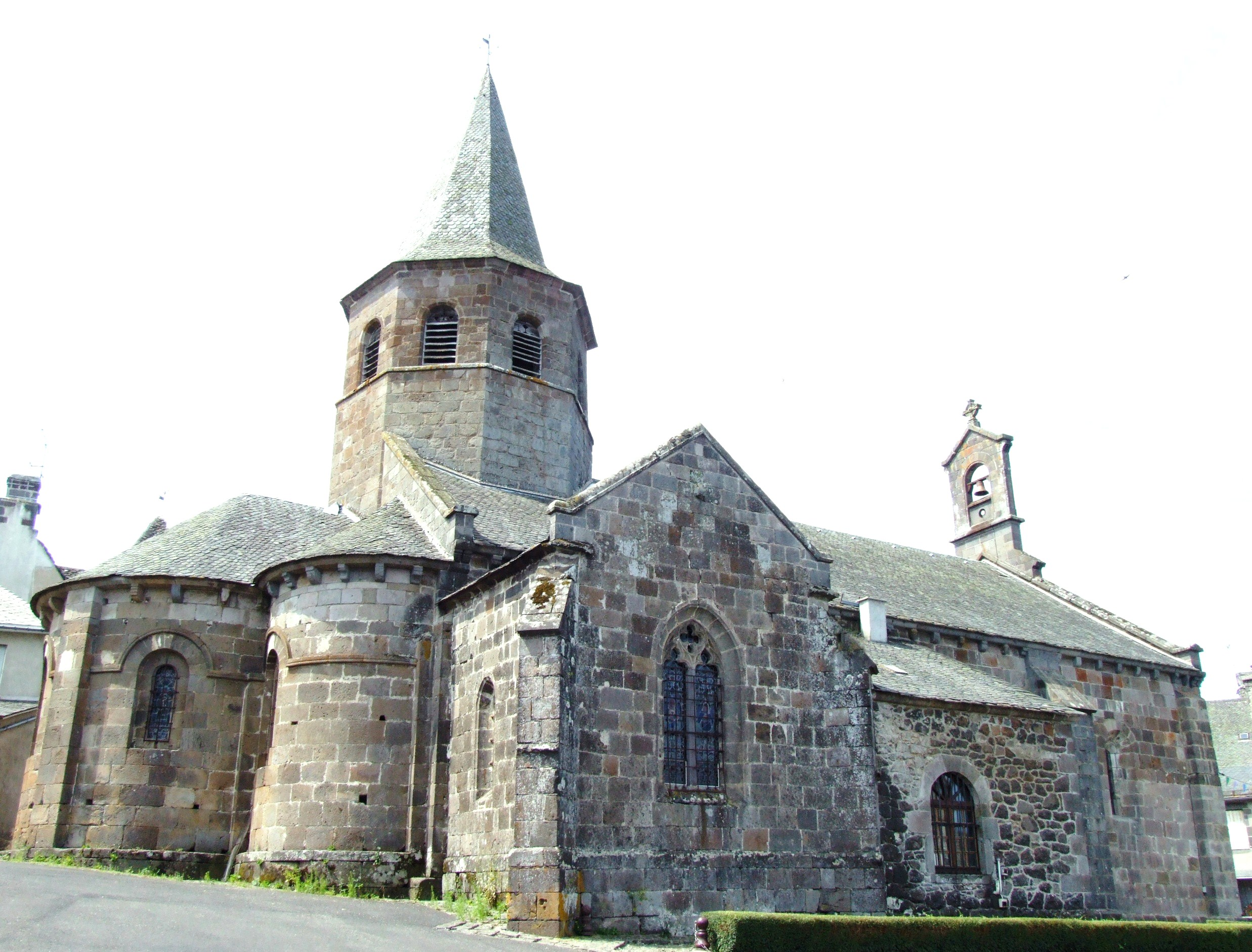
Kirche Saint-Thyrse
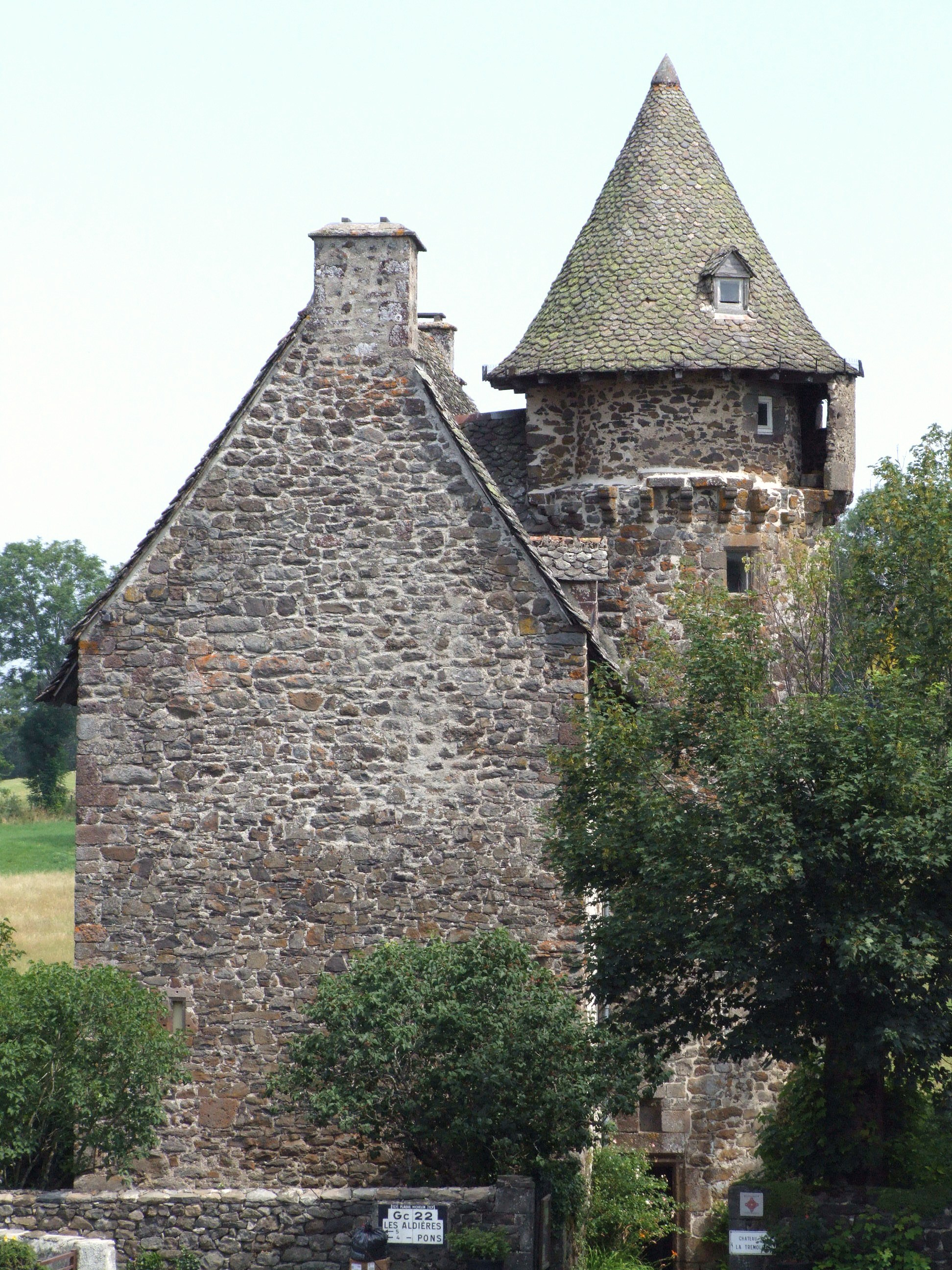
Schloss La Trémolière
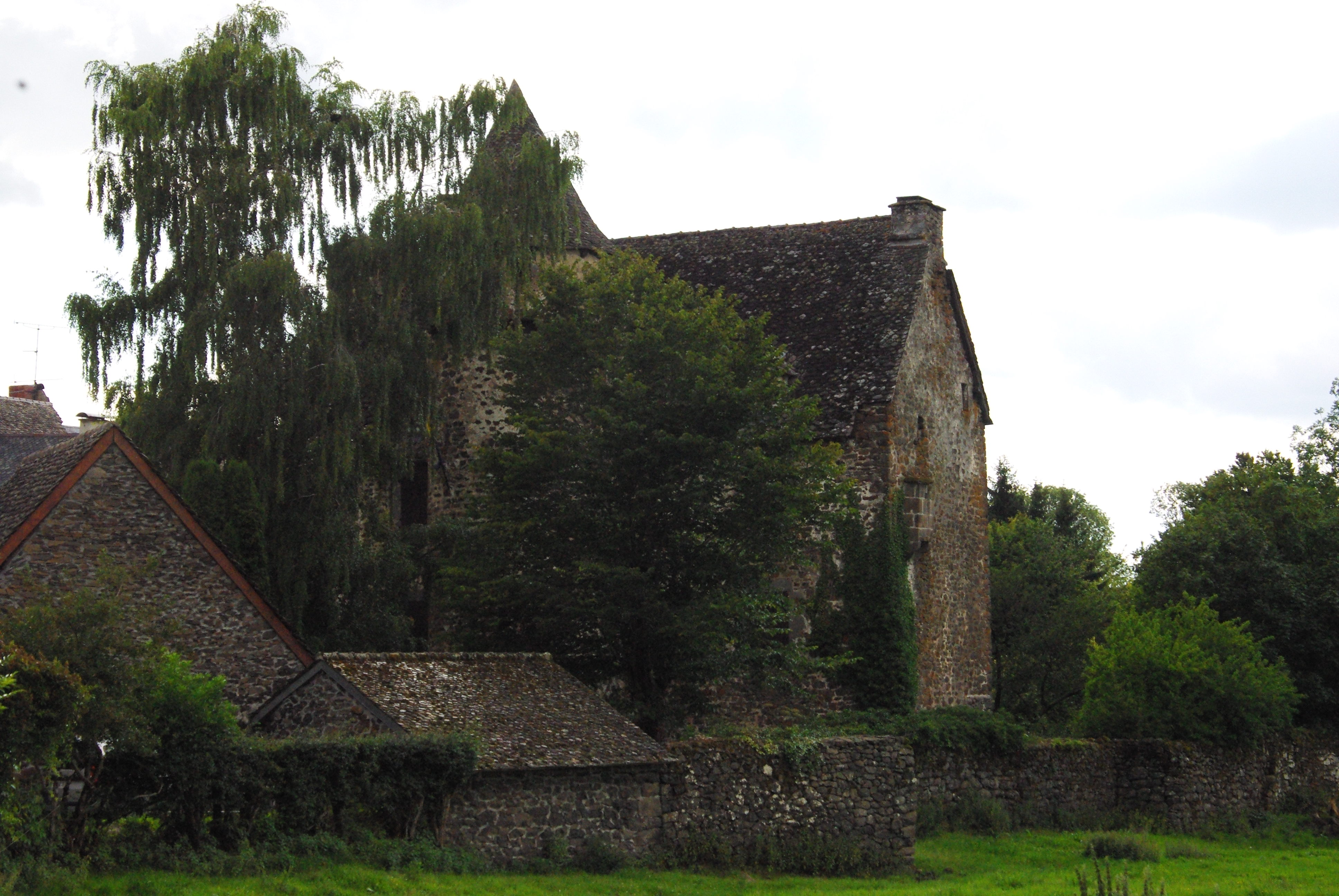
Schloss Longevergne